# بولتیره
بولتیره (به ایتالیایی: Boltiere) یک کومونه در ایتالیا است که در استان برگامو واقع شده‌است. بولتیره ۴٫۱ کیلومتر مربع مساحت و ۴٬۶۹۵ نفر جمعیت دارد و ۱۷۱ متر بالاتر از سطح دریا واقع شده‌است.